# Scaphosepalum swertiifolium
Scaphosepalum swertiifolium är en orkidéart som först beskrevs av Heinrich Gustav Reichenbach, och fick sitt nu gällande namn av Robert Allen Rolfe. Scaphosepalum swertiifolium ingår i släktet Scaphosepalum och familjen orkidéer.

## Underarter
Arten delas in i följande underarter:
- S. s. exiguum
- S. s. swertiifolium

## Bildgalleri

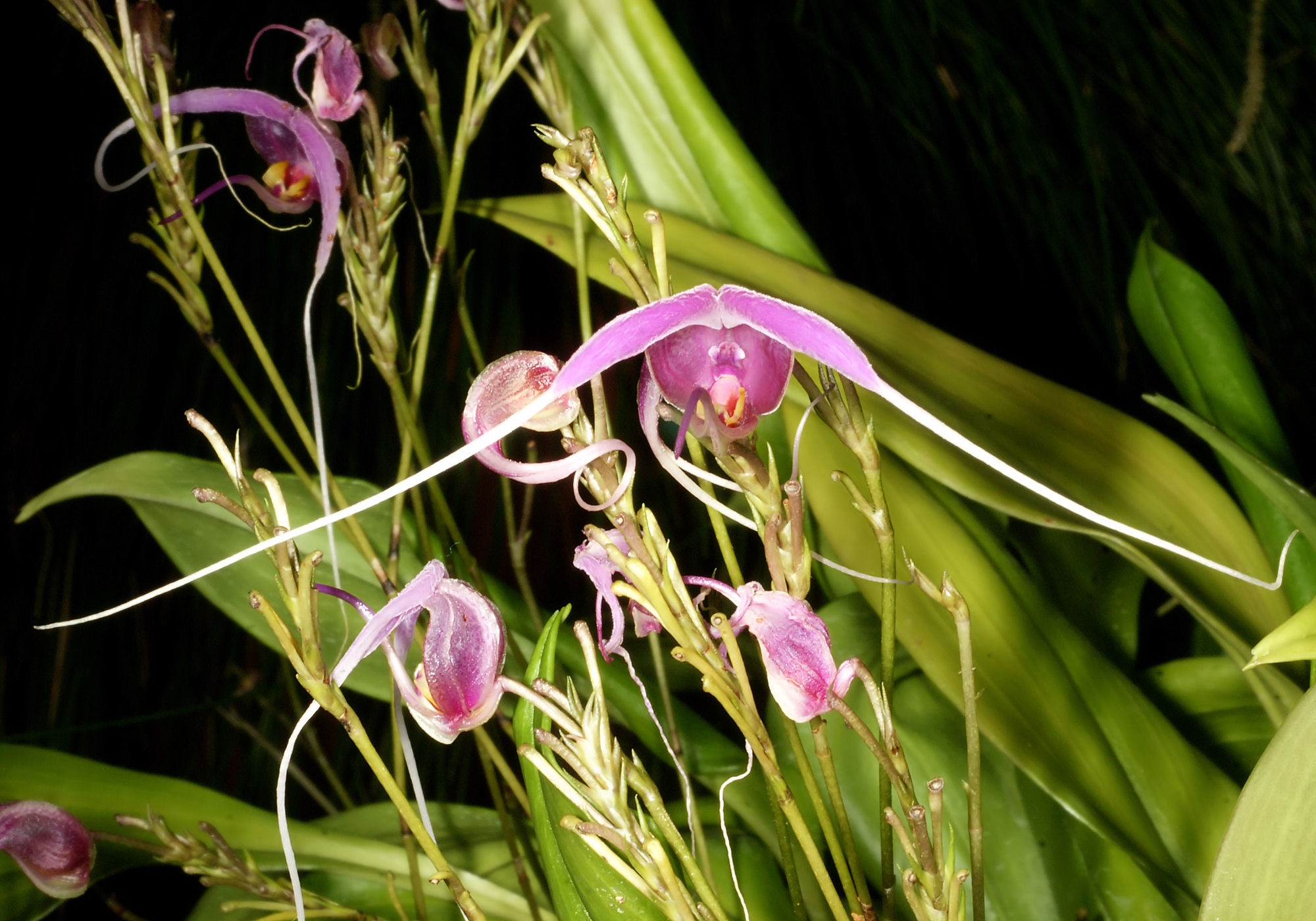